# Aechmea campanulata
Espèce
Classification phylogénétique
Synonymes
- Lamprococcus campanulatus (L.B.Sm.) L.B.Sm. & W.J.Kress

Aechmea campanulata est une espèce de plantes à fleurs de la famille des Bromeliaceae, endémique du Guyana.

## Synonymes
- Lamprococcus campanulatus (L.B.Sm.) L.B.Sm. & W.J.Kress[1].